# يان ديفيس (سياسي)
يان ديفيس (بالإنجليزية: Ian Davis)‏ هو سياسي أسترالي، ولد في 7 فبراير 1939، وتوفي في 25 فبراير 2016. انتخب عضو الجمعية التشريعية فيكتوريا.